# Мадонна Божественной любви

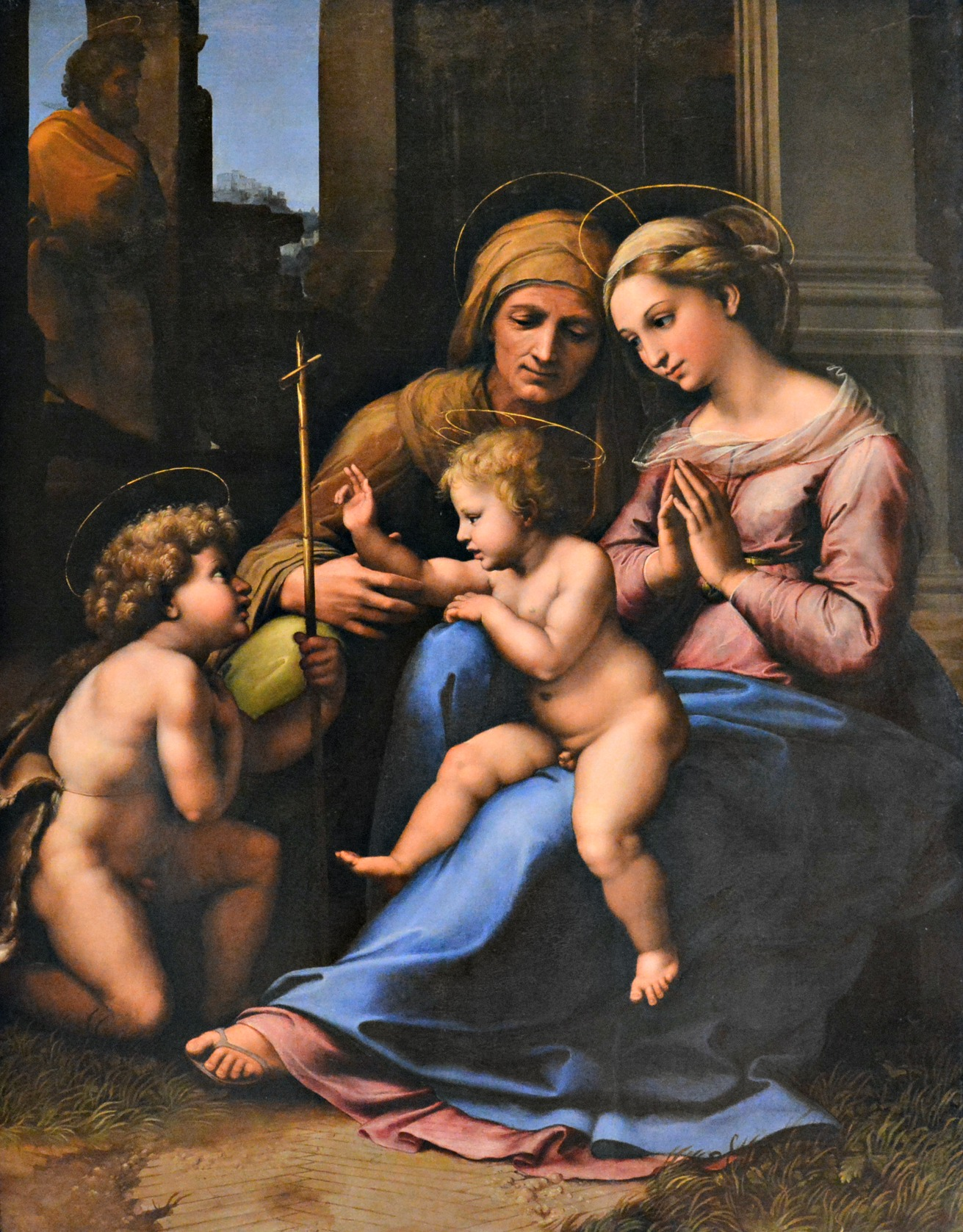

Мадонна Божественной любви (итал. Madonna del Divino amore) — картина, написанная итальянским художником Рафаэлем Санти и помощниками между 1516 и 1518 годами, использовалась техника масляной живописи на дереве (140 × 109 см), выставлена картина в зале 9 Музея Каподимонте, Неаполь.

## История
Картина отождествляется с картиной, принадлежавшей Леонеле Пио да Карпи (лорду Мельдолы и будущему кардиналу).
В 1564 г. картина становится собственностью Алессандро Фарнезе-младшего, а в 1624 году она вошла в коллекцию Фарнезе в Парме. Прибыла в Неаполь, как часть унаследованной коллекции Карла III, которую позже перевезла в Мадрид семья Бурбонов, затем её возвратили в Неаполь.
Росписи, основанные на стилистических особенностях, были сделаны путем сравнения многих похожих картин из тех лет, изображающих священные семьи, такие как Маленькое Святое Семейство, Жемчужина и других, написанных Рафаэлем Санти. Иконографический прообраз картины, несомненно, из группы «Святое семейство со святой Елизаветой и Иоанном Крестителем».
После исследования и рентгеновского анализа работы, выполненных в 2015 году, несомненно доказано, что картина была написана Рафаэлем Санти.

## Описание
На переднем плане изображена Дева Мария на коленях с ребёнком, играющим с Иоанном Крестителем и Святой Елизаветой позади них. Вместо традиционной пирамидной композиции группа изображена в инновационной диагональной схеме. Сидя на полупротянутой правой ноге Богоматери (есть и в картине Мадонна в зелени), Христос, кажется, тянется к кресту Иоанна Крестителя, подтверждая принятие веры.
Как и в Бельведерской Мадонне, кажется, что крест тростника действует как посредник между двумя детьми и является художественным элементом. Здесь, однако, принимает более выраженную теологическую ценность, отмечая благословение Христа, направленное на Иоанна Крестителя. В этом контексте исследователи рассматривают и жест Св. Елизаветы, которая с особой деликатностью и осторожностью держит правую руку Христа.
Слева изображено арка, в которой видно фигуру Иосифа Обручника, стоящего в стороне от действия, на фоне пейзажа, изображающего, возможно, Рокка-ди-Мельдола. Под ногами Иоанна Крестителя и Девы Марии можно заметить траву и римскую мозаику, изображающие пол неизвестного храма.